# Dimitrie Anghel
Pour les articles homonymes, voir Anghel.
Dimitrie Anghel, né le 16 juillet 1872 dans le hameau de Cornești (commune de Miroslava) et mort le 13 novembre 1914 à Iași, est un poète, romancier et pédagogue roumain.

## Biographie

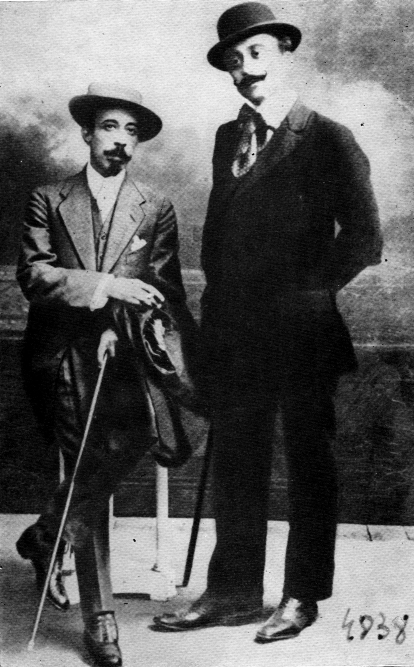
Dimitrie Anghel et Stefan Iosif.

Dimitrie Anghel fut un poète et romancier, rêveur et contemplatif, il fut un des représentants du symbolisme roumain. Il a fréquenté l'école primaire et secondaire à Iași.
En 1890, il a quitté l'éducation pour se consacrer à l'écriture. Il a voyagé en Italie, en France, la Suisse et en Espagne. C'est lors de son séjour à Paris où il suit des cours de littérature à la Sorbonne, qu'il rencontre le poète Ștefan Octavian Iosif qui deviendra son ami.
De retour en Roumanie en 1902, Dimitrie Anghel devient fonctionnaire de l'Éducation et critique littéraire. Par la suite il est nommé inspecteur scolaire dans la région de Dobroudja au sein du Ministère des Cultes et de l'Éducation Publique.
En 1903, il a commencé à publier des traductions de Paul Verlaine.
Il faisait partie du comité directeur et éditorial de la revue "Sămănătorul".
En 1905, il a publié "Poésie dans le jardin", suivie en 1909 par "Fantasmes ".
En 1908, Dimitrie Anghel, Ștefan Octavian Iosif et Emil Gârleanu organisent une réunion littéraire sous l'appellation de "Societatea Scriitorilor Români" ("Société des écrivains roumains").
En 1909, il édita la revue "Cumpănă" avec Mihail Sadoveanu, Ștefan Octavian Iosif et Ilarie Chendi, magazine littéraire qui parut pendant deux années.
Son amitié avec Anghel est rompu, en raison de l'amour qu'ils portent tous les deux pour la même femme, Natalia Negru. Elle a d'abord été marié à Iosif, mais a divorcé pour se remarier Anghel. Ce dernier se désespéra par les infidélités de Natalia, et se suicida en 1914, en se tirant une balle dans la poitrine.

## Œuvres
- Versuri În grădină, 1905
- Legenda funigeilor (avec Ștefan Octavian Iosif), 1907
- Cometa, 1908
- Caleidoscopul lui A. Mirea, 1908
- Fantazii, 1909
- Carmen saeculare, 1909
- Cireșul lui Lucullus, 1910